# 355 a.C.
Il 355 a.C. (CCCLV a.C. in numeri romani) è un anno  del IV secolo a.C.

## Eventi
- Roma
  - Consoli Gaio Sulpicio Petico III e Marco Valerio Publicola, entrambi patrizi

## Nati
- Ofella, militare macedone antico († 309 a.C.)

## Morti
- Callistrato di Afidna, politico ateniese
- Demetrio, scultore greco antico (n. 425 a.C.)